# 6-Amino-5-nitropyridin-2-on
6-Amino-5-nitropyridin-2-on ist eine heterocyclische organische Verbindung und ein Derivat des 2-Pyridons. Es kommt als Bestandteil der Hachimoji-DNA vor.